# Rectoria de la parròquia de Sant Julià d'Argentona
La Rectoria de la parròquia de Sant Julià d'Argentona és una obra d'Argentona (Maresme) inclosa a l'Inventari del Patrimoni Arquitectònic de Catalunya.

## Descripció
És un conjunt rectoral compost per un petit edifici amb una gran torre, adossat a l'església de Sant Julià. Per la importància de la jurisdicció eclesiàstica del lloc, l'edifici fou ampliat amb la casa que actualment ocupa els terrenys de la Societat Recreativa. Aquesta casa, probablement dels segles XVII i XVIII, ha sofert diverses transformacions, tal com es pot veure a la distribució de la façana 8finestres i balconades) malgrat mantenir la porta dovellada.

## Història
Essent Argentona sota la jurisdicció de la Baronia dels Desbosc, propietaris del Castell de Burriac i una de les principals baronies del país, l'església parroquial i la seva rectoria tenien una especial importància respecte d'altres parròquies de la contrada. De fet, segons Francisco de Zamora, consta que des de 1676 el rector d'Argentona era canonge de la Seu de Barcelona.
Segons Carreras i Candi: "En lo segle xviii los delmes del pa i del vi que prestaven les parròquies d'Argentona, se partian entre dos canonges de Barcelona i lo comte de Solterra, en la proporció que fetes 9 parts, 5 tocaven al capítol i 4 al comte. La col·lecta tenia lloc i quedava dipositada en la casa dita ça Riera, situada en la plaça del dit nom".